# 루이 브라유

루이 브라유

루이 브라유(프랑스어: Louis Braille, 1809년 1월 4일 - 1852년 1월 6일) 또는 루이 브라유는 점자를 창안한 사람이다. 위로 돋아있는 1개에서 6개의 점을 손가락을 이용하여 읽고 쓸 수 있는 문자 체제인 점자를 고안했다. 이 업적을 기려 소행성 9969번이 9969 브라유로 이름 붙여졌다.

## 성장

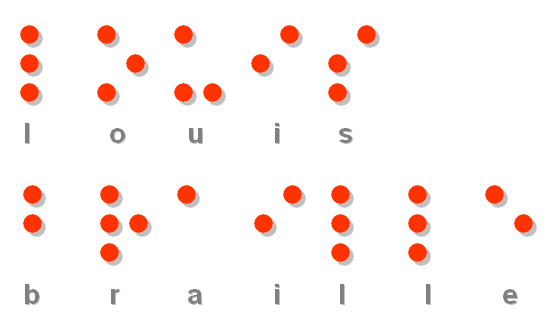
점자로 적힌 Louis Braille

#### 성장
루이 브라유는 프랑스 파리에서 동쪽으로 58 km 떨어진 센에마른주 쿠브레이(프랑스어: Coupvray)에서 태어났다. 아버지인 시몽-르네 브라이(프랑스어: Simon-René Braille)는 마구와 안장을 제작하는 사람이었으며,가족으로는 누나랑 어머니도 있었다.

##### 사고
브라유가 3살이 되었을 때, 아버지의 작업장에서 송곳을 가지고 놀다가 송곳이 미끄러지면서 왼쪽 눈이 멀었다. 오른쪽 눈도 감염으로 인해 시력을 잃었다. 흐리던 눈이 4살이 되었을 때 완전히 시력을 잃게 되었다. 부모는 루이에게 직업교육과 학교교육을 하도록 했다. 그 이유는 루이가 살던 19세기 프랑스에서는 시각장애인들의 사회권이 매우 낮았다. 시각장애인들은 교육을 받을 수 없었으며, 어른이 된 후에도 좋은 직업을 가질 수 없었다. 미국의 동화작가 마가렛 데이비슨에 따르면, 시각장애인들의 노동인권에 대해 곧 노동자의 권리에 대해 이렇게 말한다.
| “ | 어떤 사람들은 말이나 소처럼 무거운 짐을 끌었습니다. 또 어떤 사람들은 공장에서 석탄을 담는 일을 했습니다. 하지만 대부분은 거지가 되었습니다. | ” |

그래서 루이의 부모와 누나는 루이를 동정하지 않고, 비장애인과 똑같이 대했다. 아버지 시몽은 가죽을 무두질 곳 왁스를 발라서 윤이 나도록 하고, 가죽으로 화려한 장식인 술을 짜는 기술을 가르쳤다. 어머니는 식사준비하기,설거지하기,물긷기를 가르쳤다. 덕분에 루이는 자존감을 가지고 당당하게 살았으며, 소리를 듣는 감각덕분에 일상생활에 어려움이 없었다.

##### 로마 가톨릭 신부의 교육
루이는 자크 피뤼라는 로마 가톨릭 신부와 공부를 했다. 자크 신부가 교우들을 심방했는데, 루이가 영리하다는 것을 알고는 일주일에 3-4일동안 역사, 과학, 성서를 가르쳐주었다. 루이의 지적호기심이 자라자 마을 학교에서 공부하도록 했는데, 점자책이 없어서 어려움이 있었다.

#### 왕립시각장애학교
10살 때 브라유는 파리의 왕립시각장애학교(Institution Royale des Jeunes Aveugles)의 장학금을 지원받게 되었다. 이 장학금은 그에게 다른 시각장애인들처럼 길거리에서 구걸하는 삶을 벗어나게 하는 기회가 되었다. 그러나 학교에서의 삶은 그리 편안하지만은 않았다. 빵과 물로 연명해야 했으며, 학생 신분으로 구타와 구금의 체벌을 당해야 했다. 브라유는 능숙한 첼로와 오르간 연주자가 되어 프랑스 전역에서 오르간 연주를 하기도 했다.

#### 교사생활 등
루이는 자신이 공부한 학교에서 학생들에게 기초기술과 산술을 가르쳤다. 또한 발랑탱 아우이(Valentin Haüy)가 창안한 돋음 문자를 손으로 느껴 읽는 법을 배웠다. 하지만 이 돋음 문자는 종이를 구리선에 눌러서 만든 것으로 학생들은 쓰는 법을 익힐 수는 없었다.

#### 점자

##### 영감이 된 바비에르 문자
1821년, 전직 군인인 샤를 바비에르(Charles Barbier)가 학교를 방문하여 그가 창안한 12개 점으로 된 "밤 문자"를 소개했다. 이는 전쟁에서 소리내어 말하지 않고 비밀 정보를 전달하기 위해 만들어진 것으로, 병사들이 익히기에는 까다로웠지만 브라유는 금세 익힐 수 있었다.

##### 점자 창안
브라유는 곧 아버지의 송곳을 이용하여 그의 점자 체제를 창안하였다. 바비에르의 문자가 12개의 점으로 발음과 대응하는 데 반해 브라유의 점자는 6개의 점으로 글자와 반응하는 것이 차이이다. 여섯 점으로 된 체제는 손가락을 움직이지 않고 한번에 모든 점의 위치를 읽어낼 수 있는 장점이 있다. 또한 아우이의 체제와 달리 읽고 쓸 수 있다는 장점도 있다. 브라유는 수학과 음악도 표현할 수 있도록 점자를 확장하여 1827년 책으로 출간하였다.

### 별세
브라유는 그의 모교에서 존경받는 선생님이 되었다. 하지만 그가 만든 점자는 그가 살아 있는 동안 학교에서 가르치는 데 채택되지 않았는데, 루이가 점자를 너무 잘 만들어서 학교 교장이 시기를 했다. 그는 늘 건강 문제로 시달렸으며, 1852년 파리에서 폐결핵으로 43세의 나이로 숨졌다. 100년 후 그의 유해는 1952년 파리의 팡테옹에 옮겨져 안장되었다.

## 참고 문헌
- 루이 브라이/마가렛 데이비슨/이양숙 옮김/다산기획